# アン・フリードバーグ
アン・フリードバーグ（Anne Friedberg、1952年10月29日 - 2009年10月9日）は、アメリカ合衆国の映像メディア研究者。カリフォルニア大学アーバイン校で教鞭をとった後、南カリフォルニア大学教授。在職中、結腸直腸癌で死去。

## 人物・来歴
1952年、イリノイ州アーバナに生まれる。1983年にニューヨーク大学で博士号を取得。専攻はシネマ・スタディーズ。
ベンヤミンの遊歩者の議論にジェンダーを組み込み、「移動性をもった仮想の視線」をキーワードにして視覚と主体形成について考察した『ウィンドウ・ショッピング――映画とポストモダン』で注目される。内容は、19世紀の女性遊歩者とアーケード、デパートの関係性から、映画を中継点として、現代の公的空間としてのショッピングモール、複合型映画館（シネマコンプレックス）、私的空間にあるテレビやビデオにおける仮想の遊歩までを対象としている。
二冊目の単著『ヴァーチャル・ウィンドウ――アルベルティからマイクロソフトまで』では、アルベルティの「窓の隠喩」をキーワードに据えて、矩形のフレームのなかの遠近法が近代の視覚をどのように統御してきたのかを考察している。

## 著作

### 単著
- Window Shopping: Cinema and the Postmodern, (University of California Press, 1993).

井原慶一郎、宗洋、小林朋子訳『ウィンドウ・ショッピング――映画とポストモダン』（松柏社, 2008年）
- The Virtual Window: From Alberti to Microsoft, (The MIT Press, 2006).

井原慶一郎、宗洋訳『ヴァーチャル・ウィンドウ――アルベルティからマイクロソフトまで』（産業図書, 2012年）